# Kralj na Betajnovi
Kralj na Betajnovi je drama v treh dejanjih, ki jo je leta 1901 napisal Ivan Cankar. Izdana je bila leta 1902, prvič pa uprizorjena leta 1904 v Ljubljanskem Deželnem gledališču. Drama je med vsemi Cankarjevimi najbolj dramatična.

## O drami
Drama je družinska, etična, socialna in družbenokritična. Opazni so Ibsenovi vplivi, predvsem iz drame Stebri družbe, pojavijo pa se tudi motivi iz Shakespearovega Hamleta. Razkriva anatomijo zločina in zločinca, tragiko Nietzschejevega nadčloveka, zlorabljanje moči in oblasti ter poskusa upora tej oblasti. Največji vpliv na nastanek tega dela pa so imele takratne razmere na Slovenskem. V tistem času so namreč mogočni kmetje postajali kapitalisti, kar je na podeželju povzročilo revščino. V glavni vlogi se tako znajde Jožef Kantor; posestnik, gostilničar, trgovec in tovarnar, ki obogati tako, da kmetom posoja denar z visokimi obrestmi. Ker mu kmetje denarja ne morejo vrniti, sčasoma propadejo, Kantor pa si želi vedno večje moči, tudi politične. Sprva se mu nihče ne upa postaviti po robu, kasneje se za to odloči reven človek, ki pa mu ne uspe. To je prikaz padca pravice. Za dramo je kljub nemorali značilen socialni optimizem, saj z uporom že nakazuje na neko novo idejo o uporu proletariata in zmagi pravice.

## Vsebina
Glavna oseba drame je Jožef Kantor, premožen gospod, ki je do svojega bogastva prišel z izkoriščanjem malih kmetov. Njegova hči Francka, ki je sicer obljubljena Francu Bernotu, je zaljubljena v Maksa, ki se je vrnil z Dunaja, kjer je študiral. Študij je moral opustiti, saj mu ga oče zaradi dolgov Kantorju ni mogel več plačevati. Vrnil se je z željo po maščevanju Kantorju za vse, kar je storil njegovemu očetu. Vzbudi mu spomin na zločin, ki ga je storil pred leti, ko je okradel in ubil svojega bratranca Martina, vse to pa je slišala Martinova hči Nina, ki je spomin na zločin potlačila. Kantor jo hoče iz strahu poslati v samostan. Ker si Kantor želi še večje moči, se odloči, da bo kandidiral na volitvah. Zaveda se, da mu Maks predstavlja veliko nevarnost, zato ga ubije z Bernotovo puško. Zločin sicer prizna, vendar mu oblasti zaradi strahu pred njim ne verjamejo.

## Uprizoritve
- SNG Drama Ljubljana:

Sezona 1904, režiser: František Lier
Sezona 1913, režiser: Anton Verovšek
Sezona 1918
Sezona 1922, režiser: Milan Skrbinšek
Sezona 1931, režiser: Ciril Debevec
Sezona 1942, režiser: Jože Kovič
Sezona 1947, režiser: Milan Skrbinšek
Sezona 1952, režiser: France Jamnik
Sezona 1961, režiser: Slavko Jan
Sezona 1975, režiser: Janez Vrhunc
Sezona 2014, režiser: Eduard Miler
- Drama SNG Maribor:

Sezona 1920, režiser: Rado Železnik
Sezona 1923, režiser: Valo Bratina
Sezona 1931, režiser: Jože Kovič
Sezona 1938, režiser: Jože Kovič
Sezona 1949, režiser: Fran Žižek
Sezona 1967, režiser: Slavko Jan
- SNG Nova Gorica:

Sezona 1970, režiser: Jože Babič
Sezona 2005, 2006 in 2007, režiser: Jaša Jamnik
- Mestno gledališče ljubljansko:

Sezona 2005 in 2006, režiser: Zvone Šedlbauer
Sezona 1978, režiser: Dušan Jovanović
- Slovensko stalno gledališče Trst:

Sezona 1908
Sezona 1947, režiser: Jože Babič
Sezona 1987, režiser: Mario Uršič
- Slovensko narodno gledališče na osvobojenem ozemlju:

Sezona 1944, režiser: Matej Bor
- Prešernovo gledališče Kranj:

Sezona 1945, režiser: Franjo Bratkovič
Sezona 1994, režiser: Mile Korun
Sezona 1948, režiser: Peter Malec
- Slovensko ljudsko gledališče Celje:

Sezona 1920, režiser: Milan Skrbinšek
Sezona 1945, režiser: Fedor Gradišnik
Sezona 1965, režiser: Juro Kislinger
- Mestno gledališče Ptuj:

Sezona 1926, režiser: Mirko Kaukler
Sezona 1946, režiser: Hinko Košak
Sezona 1949, režiser: Polde Dežman
Sezona 1952, režiser: Peter Malec
- Gledališče Koper:

Sezona 1952, režiser: Hinko Košak

## Kritike
France Vodnik je v reviji Dom in svet leta 1932 poudaril, da je zgodba, čeprav je "nesporna vrednota naše dramske literature", razumljiva samo v Cankarjevem času, saj je to nekakšna osebna izpoved oziroma izkušnja, ki pa ni več aktualna. Uprizoritve pa se mu na drugi strani zdijo "praznik slovenske drame", na kar kaže tudi število ponovitev. Dotaknil se je tudi režiserja, Cirila Debevca, ki je zadel bistvo drame, in igralcev, ki so na odru prikazali močni karakter. Na koncu doda še, da bi moral biti Cankar stalno na odru slovenskega narodnega gledališča.
Evgen Lampe leta 1902 v reviji Dom in svet Cankarja označi kot nekoga, ki celotno družbo vidi kot zelo slabo. Tudi ta drama po njegovem mnenju ne odstopa od prejšnjih. "V slogu, v pogovorih, v sceničnih nastopih bi nam Cankar lahko podal prav briljantnih proizvodov, če ne bi bil nad vsem razlil tega odurnega, mefistofelskega duha, ki ne more slišati trditve, da bi je ne zatajil, ki ne more videti zadovoljstva, da bi ga ne zastrupil, ki izpreminja ljubezen v mržnjo in nado v brezupnost, ki se smeji nesreči in ironično ploska zmagoslavju krivice."
Fran Lipah v Ljubljanskem zvonu leta 1919 zapiše, da je ta drama za vse sodelujoče zelo naporna, saj zahteva vsestransko popolnost in dovršenost. Njegova kritika je predvsem do režiserja in igralcev negativna. Režiser je ponavljal napake, ki so jih delali že pred njim, igralci pa niso bili kos nalogi.
Drago Šega je leta 1962 zapisal, da o uprizoritvi drame v ljubljanski Drami velja omeniti predvsem to, da je šla bolj ali manj zavezanih oči mimo nakazanih stilno oblikovnih in idejno vsebinskih vprašanj. Režiser Slavko Jan je Cankarjevo delo pojmoval kot čisto objektiven, stvaren zapis določene zgodovinske resničnosti. Torej režiser drame ni dojel v celoti. Liki niso bili dodobra izdelani, zato je vse delovalo površinsko.

## Prevodi
- Angleški jezik: King of Betajnova, Prevajalca Jason Blake, Alenka Blake, Izdajatelj Prešernovo Gledališče Kranj, 2021